# 1977年俄国流感
1977年俄国流感是指最早由苏联于1977年报告的流感大流行，疫情持续至1979年。1977年5月，中国北方的疫情稍早于苏联爆发。此次大流行主要感染25岁或26岁及以下的人群，在世界范围内造成了约70万人死亡。该疫情由H1N1流感病毒引发，该毒株与1946年-1957年间在世界上流行的H1N1毒株高度相似。此次大流行的基因分析结果以及其它异常特征，促使许多研究人员推测病毒的来源是实验室泄露事故或疫苗接种事故。

## 疫情历史
1977年5月，中华人民共和国的北方地区包括辽宁、吉林和天津等地爆发了流感疫情。中国的研究人员分离并确定了致病病毒为H1N1，但此次流感基本上只影响对H1N1病毒缺乏免疫力的中学生和小学生。临床症状相对轻微。此后数月中，中国大陆其它地区以及英属香港也受到影响。中国国家流感中心收集的1968年-1992年的监测报告显示，1977年中国大陆流感活动的强度仅次于1968年（香港流感），高于其他年份。
同年，在中国发生疫情后的短时间内，苏联的西伯利亚也发现了H1N1感染，并迅速传遍苏联全境。苏联是第一个向世界卫生组织汇报疫情的国家（中华人民共和国于1981年才加入世卫组织），故此次大流行被称为“俄国流感”。
1977年，俄国流感蔓延至英国。1978年1月，美国爆发疫情，最初在怀俄明州夏延的一所高中内，患病率超过70%。此后，美国多地的学校和军事基地内均有感染，但基本没有26岁以上的人患病，且死亡率较低。
1977年底，H1N1和H3N2（香港流感）开始在世界范围内同时流行，成为季节性流感。

## 病毒学
H1N1流感病毒有不同毒株，其中1950年代的毒株自1957年起便不在世界范围内流行，直至1977年重新出现。1977年的H1N1毒株与1950年代流行的毒株高度相似，但不完全一样。也有研究指出，1977年的病毒在被发现的约1年前就已经开始传播。基于种种不寻常的特征，研究人员认为该毒株的起源系人为因素。起源理论包括：
- 普遍认为，1977年流行的H1N1毒株来源于实验室的泄露事故[5][11][12][13][14][16][21]。病毒样本此前可能被冷藏于实验室内[5]，可能是从某个正在制备H1N1减活疫苗的实验室中泄露（此前曾有1976年美国猪流感疫情预警）[22]。但中国和苏联的科学家对此表示否认，称与此相关的实验室并未保存H1N1病毒或已经很久都未对其进行研究[4][6][23][24]。

- 病毒来自于中国或苏联的疫苗接种事故[6][23][25]。由于疫情在多地爆发，故有研究人员认为疫苗接种事故比单一实验室起源说可能性更大[6]。
- 病毒是苏联科学家制造的生化武器，但可能性低[6][23]。

## 临床数据
此次俄国流感的病死率相对较低。1977年，中国大陆的研究人员发现不同学生群体的患病率不一，且有许多轻微和无症状感染。在美国，有研究人员估计每10万人口中约有5人死亡（普通季节性流感则为6人）。
大部分受感染的人都不超过25岁或26岁。据估计，全球范围内共有70万人死于此次俄国流感。